# Четырёх убийств достаточно, дорогая
«Четырех убийств достаточно, дорогая» (чеш. Čtyři vraždy stačí, drahoušku) — кинокомедия 1970 года, художественный фильм производства Чехословакии, созданный режиссёром Олдржихом Липским.

## Сюжет
Пассажир поезда читает комикс. В нем трупы начинают появляться в квартире ничего не подозревающего учителя литературы Джорджа Кэмела (Любомир Липский) всякий раз, когда он открывает дверь. Это убитые жертвы дуэли между двумя преступными группировками из Мичигана и Сан-Бониго из-за чека на миллион долларов. Некомпетентные полицейские — офицер Брукс (Ян Либичек) и комиссар Шеридан (Франтишек Филиповский) — обвиняют в убийствах Учителя Кэмела. Но убийства продолжаются, хотя главный подозреваемый находится в полицейской камере. Резня продолжается после того, как полиция отпускает учителя, чтобы раскрыть настоящего убийцу. Обе банды и полиция вызывают подкрепление в город Спрингтаун, что приводит лишь к новой резне. В конце концов обе банды убивают друг друга в драке за чек, а детектив Шеридан предлагает упразднить полицию во всей стране (Бонзания), потому что если там есть Джордж Кэмел, полиция совершенно бесполезна. 
Читатель с удовлетворением откладывает комикс, открывает дверь купе... и на него вываливается труп.

## В ролях
- Любомир Липский — Джордж Камель
- Иржина Богдалова — Сабрина
- Ива Янжурова — Кейт
- Мария Росулкова — Харрингтонова
- Ян Либичек — Брукс
- Франтишек Филиповский — Шеридан
- Йозеф Глиномаз — Гого
- Франтишек Петерка — Оуэнс
- Карел Аугуста — Фредди
- Лубор Токош — бандит
- Любомир Костелка — Дэвидсон
- Иржи Лир — Джейми
- Зденек Ржегорж — психиатр
- Стелла Зазворкова — Пегги
- Маурер, Виктор — др. Поpтep
- Карел Эффа — Коварский
- Мартин Штепанек
- Йозеф Кемр